# アート+フェミニズム
アート＋フェミニズム (英語: Art+Feminism) は毎年恒例のイベントとして、世界中でウィキペディアに女性芸術家関連の内容を追加していくエディタソンである。同名の利用者グループを2016年に発足した。このプロジェクトはシャーン・エヴァンズ、ジャクリーン・マビー、マイケル・マンディバーグ、ローレル・タックにより創設された。「記事内容も執筆者も非常に男性に偏っているウィキペディアにおける根強いバイアスを是正するための、国を越えた大きな努力」だと評されている。
2014年にアート＋フェミニズムの立ち上げキャンペーンが行われ、30のイベントで600人のボランティアが参加した。翌年は4大陸17ヶ国で1300人のボランティアが参加した。2016年にウィキメディア財団の利用者グループに承認されて以降、1年更新で年次予算の配分を受けている。実際のイベントは現地の有志が主催する方式を継続、2020年現在、活動代表をカナダと西アフリカに展開、また各地のイベントを主催者はカイロ、コートジボワール、サンパウロ、台湾、チャンディーガル、ニューヨーク、バーゼル、フラッグスタッフ、ポートランド、ロサンゼルスを本拠地として登録している。

## 沿革
アート＋フェミニズムはArtstorの司書シャーン・エヴァンズが北米芸術図書館協会のために、女性と芸術に関するプロジェクトを計画したことをきっかけに始まった。エヴァンズは同僚のキュレーターであるジャクリーン・マビーに相談したが、マビーはウィキペディア寄稿者たちが組織したエイダ・ラブレスを記念するエディタソン運営に感銘を受けていた。マビーはニューヨーク市立大学で授業にウィキペディアを取り入れるマイケル・マンディバーグ教授に声をかけるとマンディバーグから芸術とテクノロジーに関する非営利団体アイビームのフェローであるローレル・タックに紹介される。こうしてタックがイベント開催を手伝うことになると、地元のウィキペディアンでメトロポリタンニューヨーク図書館協議会嘱託研究員（当時）だったドロシー・ハワード、公認利用者グループのウィキメディア・ニューヨーク・シティを介してローカル支部代表のリチャード・ニッペルを招聘し、エディタソンの主催者要件である3名が揃う。
アート・アンド・フェミニズムのプロジェクトが創設された理由のひとつは、ウィキペディアのカタログシステムに関してメディアが行った否定的な報道に応えるためだった。このプロジェクトは、ウィキペディアにおける内容の偏りを是正し、女性の寄稿者を増やすために続けられている。2018年にエディタソン「100women」を主催したBBCの分析では、ウィキペディアにおける特筆性のある人物記事のうち女性は17％程度だけで、ウィキペディアにおいて編集活動をする利用者のうち女性は15％くらいしかいない。
ウィキメディア財団の利用者グループとして2020年にキラ・ウィズニュースキ理事長を選任、理事に共同創設者M・マンディバーグほかシータル・プラジャパティ（Sheetal Prajapati）スクール・オブ・ビジュアル・アーツ教授、同学講師で美術展キュレーター、アイビーム理事のロドリック・「ロディー」・シュロックが就任する。
2020年3月に予定されたエディタソンは新型コロナウイルス感染症拡大予防のため対面型の企画は中止もしくは延期、 Zoom ビデオ会議 アプリを利用しオンライン開催に振り替えた。

## イベント
アメリカ合衆国外では、2015年のイベントはオーストラリア、カナダ、カンボジア、インド、ニュージーランド、スコットランドで報道された。アメリカ合衆国内では主要開催地であるニューヨークの他、カリフォルニア州、カンザス州、ペンシルベニア州、テキサス州、ウェストヴァージニア州でも報道された。

### 日本語版
ウィキペディア日本語版では、2016年に京都のベクソン・アーツで初めて実施された。2018年には東京のテンプル大学ジャパンキャンパス(国際女性デーである3月8日)と京都のベクソン・アーツ(3月10日)で実施された。2019年は東アジア文化都市2019豊島の一環としてベクソン・アーツが3月9日に東池袋第四会議室にて実施した。

## 受容
編集イベントで参加者が寄稿した内容については、ウィキペディア上でトラッキングが行われている。
2014年11月、『フォーリン・ポリシー』誌はエヴァンズ、マビー、マンディバーグ、ニッペル、ハワード、タックをウィキペディアにおけるジェンダーバイアスに対応しようとする「グローバルな思索者たち」だと評した。